# 古月照今塵
《古月照今塵》是原籍印尼的華僑歌手文章1986年發表的專輯兼主打歌曲名。該歌曲由譚健常作詞，小軒作曲，四海唱片出版。歌曲表現的是中國歷史興衰成敗的無常，與重整河山、開拓未來的豪情。在大中華敘事的同時，又將台灣原住民古調貫穿其中，傳達出慨歎古往今來滄海桑田的情感和呼應古今的藝術張力。
在2018年中華民國直轄市長及縣市長選舉中，韓國瑜以《古月照今塵》作為造勢歌曲和背景音樂之一，使歌曲重新受到關注。